# Kawasaki H 1-serie
De Kawasaki H 1-serie was een serie motorfietsen die door Kawasaki werd geïntroduceerd in 1969 en bleef bestaan tot 1976.

## Voorgeschiedenis
Vanaf het begin van de jaren zestig probeerden de belangrijkste Japanse motorfietsmerken de Europese en de Amerikaanse markten te veroveren. In Europa werd veel aandacht besteed aan resultaten in het wereldkampioenschap wegrace. De Amerikaanse markt werd grotendeels beheerst door Harley-Davidson, maar dat merk kende geen echt sportieve modellen. Daardoor waren Britse merken als Triumph, Matchless en BSA daar al vrij populair. Honda had al met succes de Honda CB 450 geïntroduceerd. Kawasaki had dankzij de overname van Meguro en Meihatsu weliswaar zware modellen in haar pakket, maar dat waren nog kopieën van Britse motorfietsen: De zwaarste Meihatsu leek sterk op een AJS en de Meguro K 1 Stamina was een BSA A7. De daaruit ontwikkelde Kawasaki W 1 was een BSA A10-kopie. Op de Amerikaanse markt moesten deze machines concurreren met het origineel, en dat konden ze niet aan. Het origineel was simpelweg beter en sneller en de Britse merken kregen meer vertrouwen van de klanten, zeker nu de prijzen vergelijkbaar waren. De directie van Kawasaki begon in 1966 in het geheim aan de ontwikkeling van een nieuwe motorfiets voor de Amerikaanse markt, onder de codenaam "N 100". De 500 cc machine mocht niet minder dan 60 pk leveren en moest de kwart mijl met staande start binnen 13 seconden kunnen afleggen. De plannen werden ernstig verstoord toen Honda in 1968 liet zien hoe het moest: de Honda CB 750 was eigenlijk precies de motor die Kawasaki graag had gebracht, maar waarvoor de ontwikkelingstijd ontbrak.

## Kawasaki H 1 500 Mach III

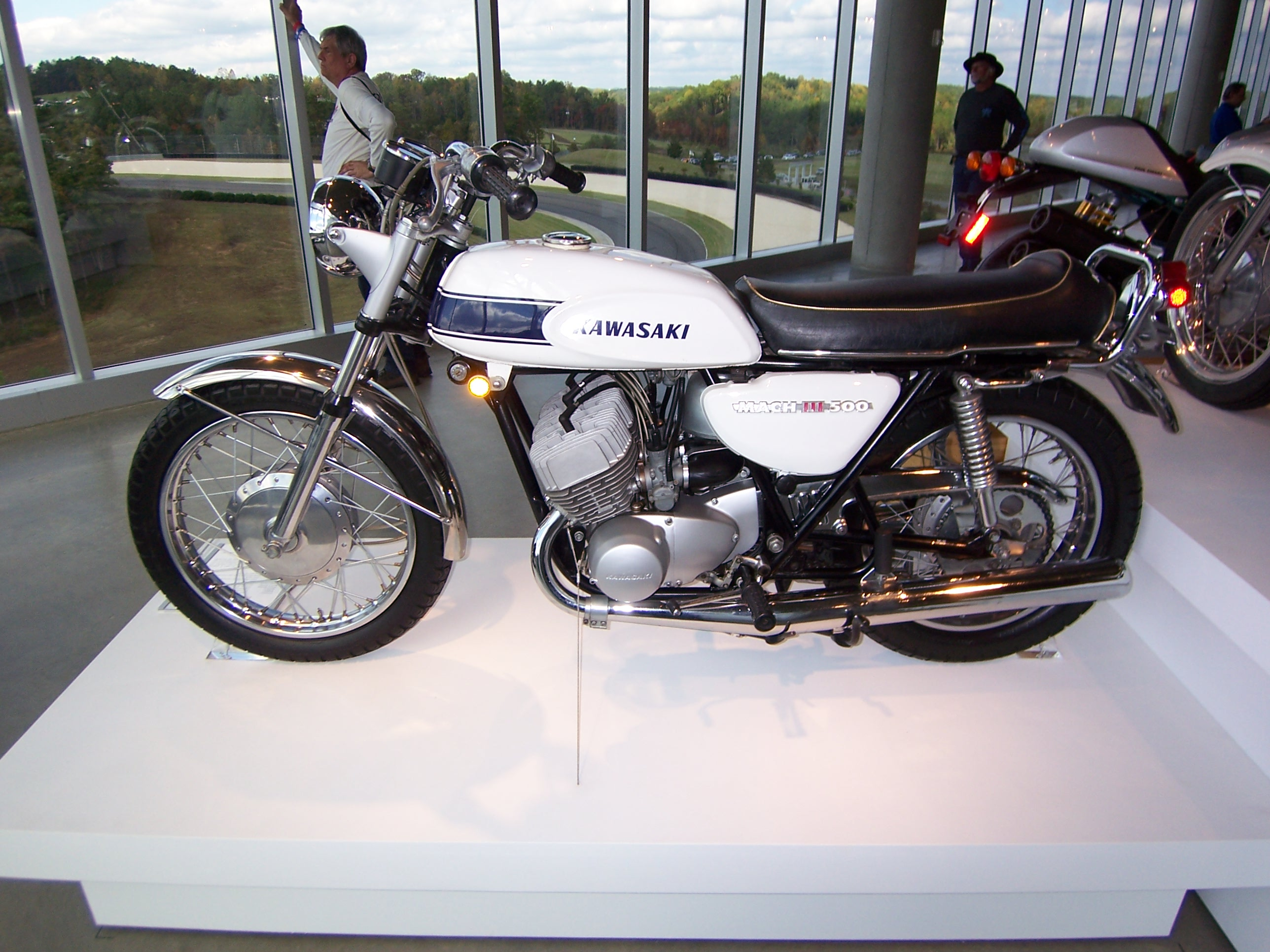
Het oorspronkelijke model uit 1969

Het resultaat van een aantal mogelijke bouwwijzen was een zuigergestuurde luchtgekoelde driecilinder tweetakt lijnmotor. Deze H 1 500 Mach III was meteen de snelste staandaard 500 cc machine ter wereld en slechts weinig 750 cc motoren konden tippen aan het vermogen van 60 pk. Hij maakte ook bij de pers veel indruk; men wist immers van de jarenlange pogingen van de Britse motorindustrie om een 500 cc racemotor te ontwikkelen onder de naam "World Beater". Daar had men het in vijf jaar tijd niet verder geschopt dan een door Weslake ontwikkelde racemotor die 70 pk leverde, een vermogen dat de Kawasaki met kleine ingrepen ook moest kunnen halen. De Nederlandse Kawasaki-importeur Henk Vink zette de machine al in maart 1969 in bij de sprints in Uden, waar hij inderdaad de standaardklasse tot 500 cc won, compleet met verlichting en (handelaren-)kenteken, maar hij bleef niet onder de 13 seconden. Hij reed 13,48 seconden, maar dat was toch de tweede tijd van de dag. Alleen Jan Maas was met een 1.000 cc JAP in de "Specials boven 650 cc" klasse sneller. De machine bleek toch wat kritiekpunten te hebben. Het frame was ondanks alles niet op het vermogen berekend, de schokdempers kon men het beste meteen vervangen en de kunststof achtervorklagers moesten al na enkele honderden kilometers vervangen worden door bronzen exemplaren. Het brandstofverbruik was gemiddeld ongeveer 10 liter per 100 km (1:10) en met een brandstoftank van 15 liter moest er dus vaak getankt worden. Wie echt zijn best deed kon de actieradius zelfs halveren. H 1 500 Mach III was een van de eerste - zo niet de eerste - standaardmotor met elektronische ontsteking, maar dat was niet alleen een voordeel: in Duitsland kreeg het model geen typegoedkeuring omdat de elektronische ontsteking storing in het televisiesignaal veroorzaakte.

### Motor
De luchtgekoelde driecilinder motor had een 120° krukas die zes maal gelagerd was en de smering geschiedde met het Kawasaki Injectolube systeem met een aparte oliepomp en een 2,3 liter olietankje aan de rechterkant onder het zadel.

### Aandrijving
Vanaf de krukas zat een tandwieloverbrenging met een reductie van 1:2,41 waardoor de meervoudige natte platenkoppeling werd aangedreven. De machine had vijf versnellingen en de eindaandrijving verliep via een ketting.

### Rijwielgedeelte
Een dergelijk sterke motor moest een stevig frame hebben en daarom had men gekozen voor een uit ronde buizen opgetrokken dubbel wiegframe. De achtervering geschiedde door een swingarm met twee veer/demperelementen, en de voorvering met een telescoopvork. Opmerkelijk genoeg werd die beschreven als een (dure) Ceriani-voorvork, maar al snel werd dit hersteld tot "Ceriane-type voorvork". Men had dus gekopieerd. De voorrem was vrij klein bemeten: het was een trommelrem met een diameter van 20 mm. Ook achter zat een trommelrem. Bij het schakelen moesten alle versnellingen "omhoog" ingeschakeld worden, en de vrijstand zat onder de eerste versnelling. De machine kon eenvoudig worden omgebouwd van links naar rechts schakelen en rechts naar links remmen.

### H 1 B 500 Mach III

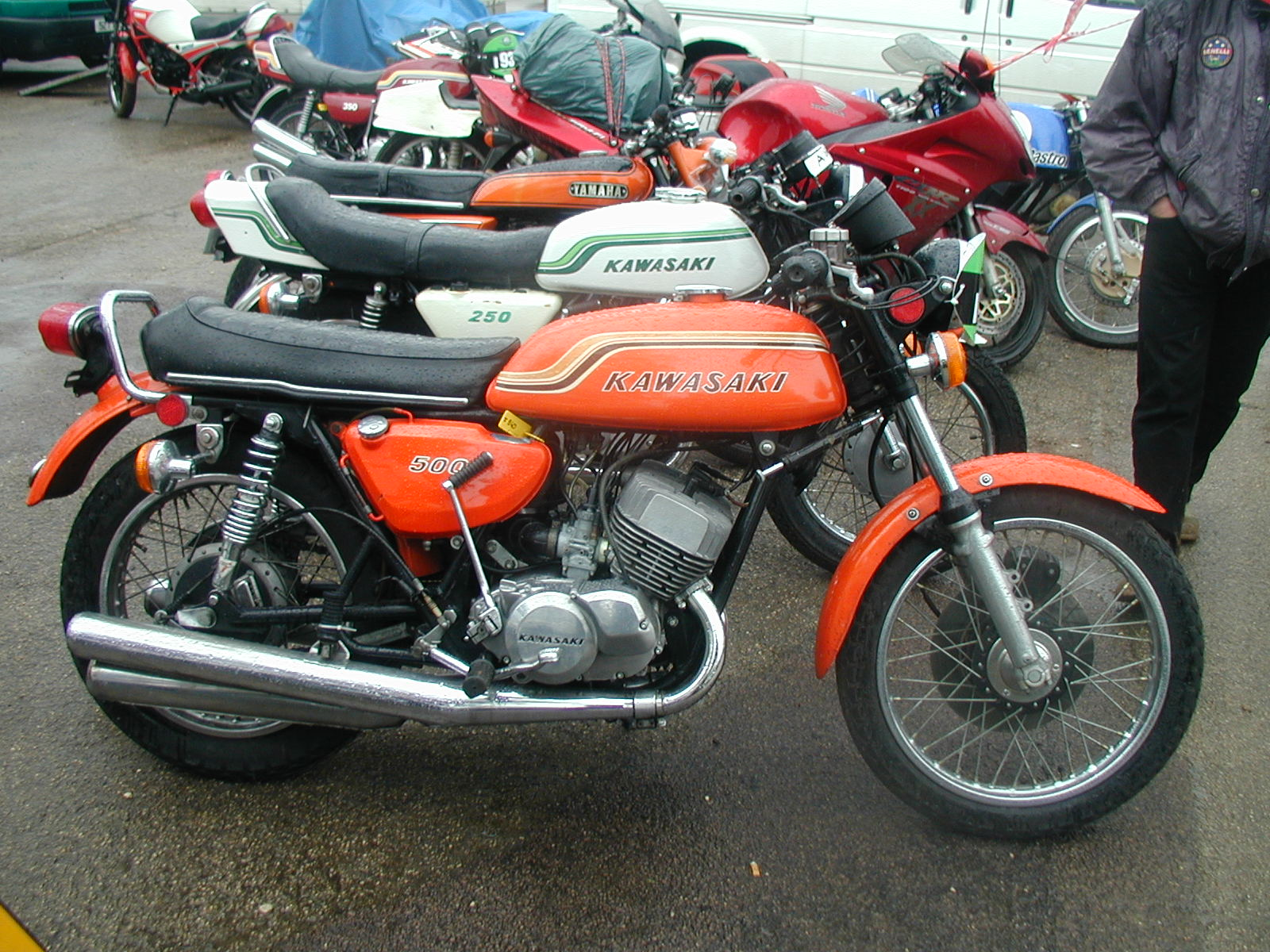
De H 1 B kreeg de striping van de Kawasaki H 2 750 Mach IV en een schijfrem in het voorwiel

Hoewel voor de klant de typebenaming niet veranderde, verscheen in 1970 een licht aangepaste versie onder de fabrieksaanduiding H 1 B. Die kreeg de striping op de tank om de gelijkenis met de zwaardere H 2 750 Mach IV te vergroten. Ook de spatborden werden aangepast en de elektronische ontsteking werd vervangen door contactpunten. Er werd een stuurdemper gemonteerd, een accessoire dat veel gebruikers van de oorspronkelijke H 1 ook al gemonteerd hadden. In het voorwiel werd een enkele schijfrem gemonteerd.

## Kawasaki H 1 R

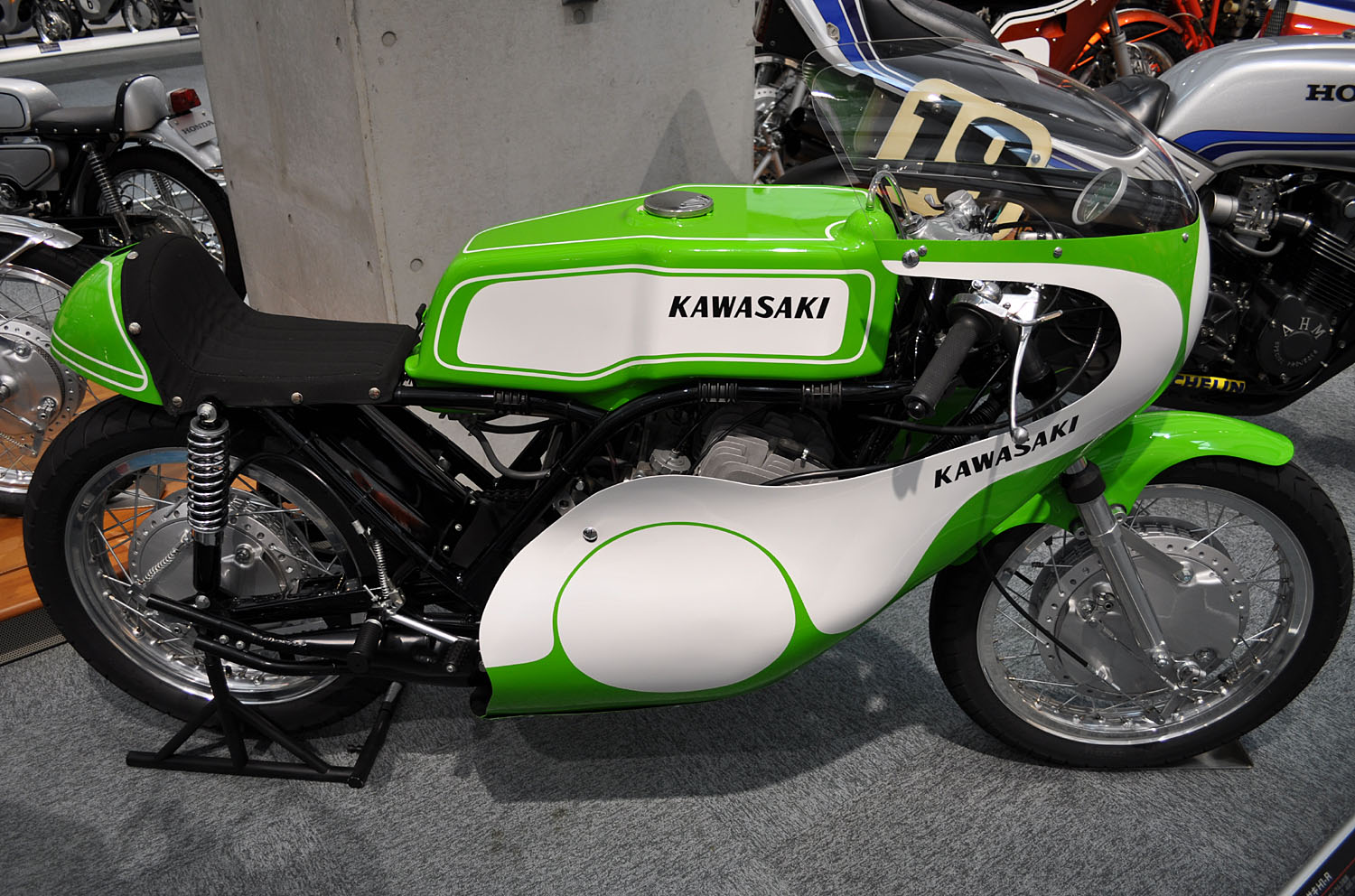
Kawasaki H 1 R

In 1970 werd er voor het eerst in Europa en Amerika gereden met de raceversie van de machine, de H 1 R. Die debuteerde gelijktijdig in Europa (Rimini) en in Amerika (Daytona 200). In Rimini (een voorjaarsrace in een serie die Mototempora Romagnola heette) was het nat en daar bleken de Kawasaki's niet goed tegen te kunnen. Ze hadden veel last van natte ontstekingen. In de praktijk bleken de H 1 R's ook nogal dorstig, en in combinatie met de vrij kleine tank moesten ze vaak tankstops maken, terwijl andere rijders op één tank een Grand Prix konden rijden. In de Daytona 200 waren tankstops heel normaal (er werd zelfs met snelvulinstallaties getankt). Kawasaki stuurde in 1970 liefst 40 H 1 500 Mach III's naar Amerikaanse dealers en loofde 10.000 dollar uit voor degene die met een dergelijke machine de amateurklasse van de Daytona 200 zou winnen. Dat gebeurde ook: Dusty Bradley won de 100 mijl amateurwedstrijd en verbeterde het oude racerecord met 6,5 km/h gemiddeld. Er waren echter ook rijders met een fabrieksracer. Ginger Molloy was uit Europa gehaald om de Daytona 200 met de H 1 R te rijden. Die machine leverde 75 pk en woog slechts 135 kg, maar moest het opnemen tegen 750 cc viertakten. Molloy eindigde als zesde. In het wereldkampioenschap wegrace was de H 1 R meteen populair en een groot aantal rijders kwamen ermee aan de start. Ginger Molloy eindigde als tweede in het wereldkampioenschap van 1970, maar zowel hij als andere Kawasaki-coureurs verloren wedstrijden doordat ze moesten tanken. In de jaren die volgden kreeg Kawasaki in de 500 cc klasse ook concurrentie van Suzuki en Yamaha, waardoor het in het wereldkampioenschap minder succesvol werd. In 1974 verscheen een verbeterde versie van de H 1 R, met daarin meegenomen ook de ervaringen met de inmiddels verschenen H 2 750 Mach IV. Die nieuwe machine had hetzelfde frame als de Mach IV, schijfremmen en een zesversnellingsbak. De machine van Yvon DuHamel kreeg ook gietwielen.

## Kawasaki H 1 B 500 Special
In 1973 verscheen de H 1 B 500 Special (ook wel aangeduid als H 1 500 SS, maar met de fabriekscode H 1 C), die in grote lijnen nog leek op de originele H 1 500 Mach III, maar motorisch wat geciviliseerder was. Het vermogen was zelfs iets afgenomen, ten gunste van een betere bruikbaarheid over het hele toerenbereik. Het rijwielgedeelte was flink herzien: het frame was iets smaller en de wielbasis wat groter en men had gezorgd voor meer grondspeling. De CDI-elektronische ontsteking was weer terug. Nog in hetzelfde jaar verscheen de H 1 D, die iets zwaarder was door het aangepaste duozadel met kunststof "kontje", een langer voorspatbord en een iets grotere (16 liter) benzinetank. De elektronische ontsteking bleef maar het was nu geen accu-ontsteking meer maar de magneetontsteking van de H 2 750 Mach IV. In 1974 verscheen de H 1 E, die een wat stijver frame kreeg waarbij het motorblok in rubbers was opgehangen. De krukasuitsparingen waarin zich olie verzamelde kregen een systeem om die olie terug te voeren naar de lagers. De H 1 F van 1975 was ongewijzigd, op de kleurstelling na. In 1976 verscheen wel een sterk gewijzigde versie. De KH 500-A8 was aangepast aan de strenger wordende milieu-eisen en het vermogen was drastisch teruggebracht. Hij leverde nog maar 52 pk bij 7.000 tpm. Ook het schakelpatroon was aangepast aan de moderne tijd: één omlaag en de rest omhoog. Eind 1976 verliet de laatste 500 Mach III de fabriek. De 750 Mach IV had al een jaar eerder het loodje gelegd. De top van de markt was door Kawasaki ingevuld met de viercilinder Kawasaki Z 1 900 en de tweecilinder Kawasaki Z 750.

## Kawasaki H 1 RW
De H 1 R werd in 1975 opgevolgd door een watergekoelde versie, de H 1 RW (soms aangeduid als H 1 RS). Deze leverde 90 pk. De machine had gietwielen en rondom schijfremmen. De cilinders waren nu samengebouwd in één blok, evenals de cilinderkoppen. Met deze machine won Mick Grant de Senior TT van 1975, maar dat gebeurde in een periode dat deze race door alle grote coureurs geboycot werd.

## Technische gegevens
| Kawasaki               | H 1 500 Mach III                                             | H 1 R                                                        | H 1 B 500 Special                                                       | H 1 RW                                                       |                                                              |
| ---------------------- | ------------------------------------------------------------ | ------------------------------------------------------------ | ----------------------------------------------------------------------- | ------------------------------------------------------------ | ------------------------------------------------------------ |
| Periode                | 1969-1972                                                    | 1970-1974                                                    | 1973-1976                                                               | 1975-1976                                                    |                                                              |
| Categorie              | sportmotor                                                   | productieracer                                               | sportmotor                                                              | fabrieksracer                                                |                                                              |
| Motortype              | tweetakt                                                     | tweetakt                                                     | tweetakt                                                                | tweetakt                                                     |                                                              |
| Bouwwijze              | driecilinder lijnmotor                                       | driecilinder lijnmotor                                       | driecilinder lijnmotor                                                  | driecilinder lijnmotor                                       |                                                              |
| Koeling                | lucht                                                        |                                                              |                                                                         |                                                              |                                                              |
| Boring                 | 60 mm                                                        | 60 mm                                                        | 60 mm                                                                   | 60 mm                                                        |                                                              |
| Slag                   | 58,8 mm                                                      | 58,8 mm                                                      | 58,8 mm                                                                 | 58,8 mm                                                      |                                                              |
| Cilinderinhoud         | 498,8 cc                                                     | 498,8 cc                                                     | 498,8 cc                                                                | 498,8 cc                                                     |                                                              |
| Compressieverhouding   | 6,8:1                                                        | onbekend                                                     | 6,8:1                                                                   | 7.5:1                                                        |                                                              |
| Brandstoftoevoer       | 3 x Mikuni 28 mm en reed valves                              | onbekend                                                     | 3 x Mikuni 28 mm en reed valves                                         | onbekend                                                     |                                                              |
| Max. Vermogen          | 60 pk (44,1 kW) bij 7.500 tpm                                | 75 pk (55,2 kW) bij 9.000 tpm vanaf 1971: 82 pk (60,3 kW)    | 59 pk (43,3 kW) bij 9.000 tpm vanaf 1976: 52 pk (38,2 kW) bij 7.000 tpm | 90 pk (66,2 kW) bij 10.000 tpm                               |                                                              |
| Primaire aandrijving   | tandwielen                                                   | tandwielen                                                   | tandwielen                                                              | tandwielen                                                   | tandwielen                                                   |
| Koppeling              | meervoudige natte platenkoppeling, (H1R had droge koppeling) | meervoudige natte platenkoppeling, (H1R had droge koppeling) | meervoudige natte platenkoppeling, (H1R had droge koppeling)            | meervoudige natte platenkoppeling, (H1R had droge koppeling) | meervoudige natte platenkoppeling, (H1R had droge koppeling) |
| Versnellingen          | 5                                                            | 5, in 1974: 6                                                | 5                                                                       | 6                                                            |                                                              |
| Secundaire aandrijving | ketting                                                      | ketting                                                      | ketting                                                                 | ketting                                                      | ketting                                                      |
| Rijwielgedeelte        | dubbel wiegframe                                             | dubbel wiegframe                                             | dubbel wiegframe                                                        | dubbel wiegframe                                             |                                                              |
| Remmen                 | trommelremmen, vanaf 1970 schijfrem voor, trommelrem achter  | trommelremmen, in 1974: schijfremmen                         | schijfrem voor, trommelrem achter                                       | schijfremmen                                                 |                                                              |
| Droog gewicht in kg    | 182                                                          | 135                                                          | 185                                                                     | onbekend                                                     |                                                              |